# (12454) 1996 YO1
(12454) 1996 YO1 là một tiểu hành tinh vành đai chính. Nó được phát hiện bởi Chương trình tiểu hành tinh Bắc Kinh Schmidt CCD ở trạm Xinglong ở tỉnh Hồ Bắc, Trung Quốc ngày 18 tháng 12 năm 1996.